# Lori Rom
Loren Rom (Red Bank, 16 agosto 1975) è un'attrice statunitense.
Avrebbe dovuto interpretare il ruolo di Phoebe Halliwell nel telefilm Streghe. Lori però, lasciò il telefilm subito dopo aver girato l'episodio pilota per via delle sue credenze religiose. Ha anche partecipato come guest star in 5 episodi di Cinque in famiglia.

## Biografia
Loren "Lori" Rom è un'attrice statunitense nata il 16 agosto 1975 in Red Bank, nel New Jersey. Nel 1998 era stata scelta per svolgere il ruolo di Phoebe Halliwell nella serie televisiva Streghe, ma lasciò il set (dopo aver girato due episodi pilota) per via della sua fede religiosa e venne sostituita da Alyssa Milano. In seguito ha frequentato la Carnegie Mellon University, studiando teatro.
È sposata con Ronnie Steadman.

## Filmografia

### Cinema
- Saint Maybe (1998)
- He Got Game, regia di Spike Lee (1998)
- The Unsinkable Freddie Krakauer (2004)
- Feeling Fat (2006)
- Tres (2007)
- Choose Connor, regia di Luke Eberl (2007)
- Love's Unfolding Dream (2007)
- X-Treme Weekend (2008)

### Televisione
- Dawson's Creek – serie TV, episodio 1x12 (1998)
- Streghe (Charmed) – serie TV, episodio pilota scartato (1998) – Phoebe Halliwell
- Providence – serie TV, 4 episodi (1999)
- Chicken Soup for The Soul – serie TV, episodio 1x11 (1999)
- Jack & Jill – serie TV, 4 episodi (1999,2000)
- Cinque in famiglia (Party of Five) – serie TV, 5 episodi (2000)
- The Chronicle – serie TV, episodi 1x01-1x02 (2001)
- Squadra Med - Il coraggio delle donne (Strong Medicine) – serie TV, 2 episodio (2001)
- CSI - Scena del crimine (CSI: Crime Scene Investigation) – serie TV, episodio 3x11 (2003)
- Huff – serie TV, episodio 1x03 (2004)
- Dr. House - Medical Division (House, M.D.) – serie TV, episodio 1x05 (2004)
- Cold Case - Delitti irrisolti (Cold Case) – serie TV, episodio 3x20 (2006)
- CSI: NY – serie TV, episodio 3x03 (2006)
- Life – serie TV, episodio 1x08 (2007)
- State of Mind – serie TV, episodio 1x05 (2007)

## Doppiatrici italiane
Nelle versioni in italiano delle opere in cui ha recitato, Lori Rom è stata doppiata da:
- Eleonora De Angelis in CSI - Scena del crimine
- Francesca Guadagno in Cold Case - Delitti irrisolti
- Cinzia De Carolis in CSI: NY